# Pieve di San Gaudenzio (Ostiano)
La pieve di San Gaudenzio è un edificio religioso di Ostiano, in provincia di Cremona.

## Storia
Questa chiesa fu eretta nel 1580 su di una struttura preesistente, con il patrocinio di Vespasiano Gonzaga. In precedenza era collegata a un convento e sopravvisse alla soppressione degli ordini come chiesa per un cimitero adiacente. L'interno ospita la cantoria in legno e il soppalco d'organo una volta nella chiesa parrocchiale di San Michele Arcangelo. La struttura ha un disperato bisogno di restauro.